# Vysoké Pole
Vysoké Pole jsou obec v okrese Zlín ve Zlínském kraji. Žije zde 868 obyvatel. V roce 2013 získala ocenění Vesnice Zlínského kraje roku 2013.

## Historie
Nejstarší osídlení katastru Vysokého Pole je spojeno s nedalekou horou Klášťov, na které vzniklo v pozdní době bronzové nejvýše položené hradiště na Moravě. Další osídlení Klášťova pochází z období raného středověku, kdy hora kromě nesporného osídlení snad přijala také sakrální roli.
První písemná zmínka o obci pochází z roku 1261, kdy ves náležela k majetkům vizovického cisterciáckého kláštera. V období druhé světové války, dne 19. dubna 1945, došlo k vypálení osady Ploština (zhruba dva kilometry severovýchodně, katastr sousední obce Drnovice). Vypáleny byly také dvě samoty v trati Ryliska (katastr obce Vysoké Pole). V roce 2013 se Vysoké Pole stalo vítězem v krajském kole soutěže Vesnice roku a obdrželo Zlatou stuhu.

## Obyvatelstvo
| Rok            | 1869 | 1880 | 1890 | 1900 | 1910 | 1921 | 1930 | 1950 | 1961 | 1970 | 1980 | 1991 | 2001 | 2011 | 2021 |
| -------------- | ---- | ---- | ---- | ---- | ---- | ---- | ---- | ---- | ---- | ---- | ---- | ---- | ---- | ---- | ---- |
| Počet obyvatel | 565  | 577  | 627  | 636  | 663  | 661  | 674  | 743  | 926  | 932  | 857  | 772  | 759  | 780  | 811  |
| Počet domů     | 108  | 109  | 115  | 117  | 118  | 122  | 126  | 166  | 181  | 195  | 189  | 223  | 241  | 257  | 275  |

## Obecní správa

### Obecní symboly
Znak a vlajka byly obci uděleny rozhodnutím předsedy Poslanecké sněmovny Parlamentu České republiky dne 18. června 2003.

## Pamětihodnosti
- Hradiště Klášťov (753 m n. m.)
- Kaple Panny Marie a vodní kaplička (též Bojatín nebo Vysocká kaple), nad vsí po žluté turistické značce, ke které vede z obce Křížová cesta
- Kříž u silnice na „Ohřeblíku“
- Informační dvůr před hasičskou zbrojnicí (inspirován archeologickým nalezištěm Klášťov)
- Environmentální vzdělávací centrum Envicentrum

## Významní rodáci
- Stanislav Polčák (1980), pochází odtud, bývalý místostarosta Vysokého Pole (za SNK ED)

## Galerie

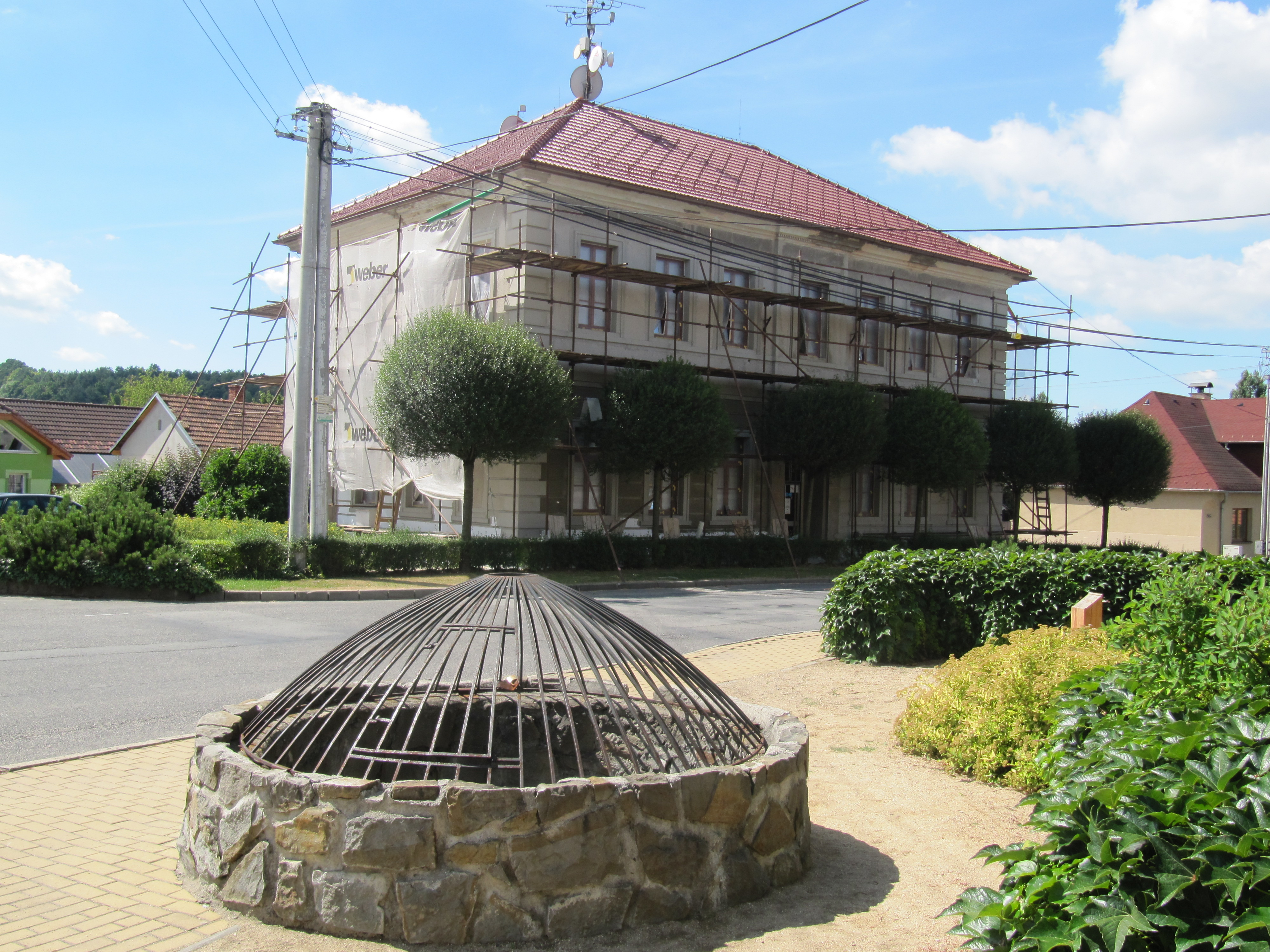
Obecní úřad
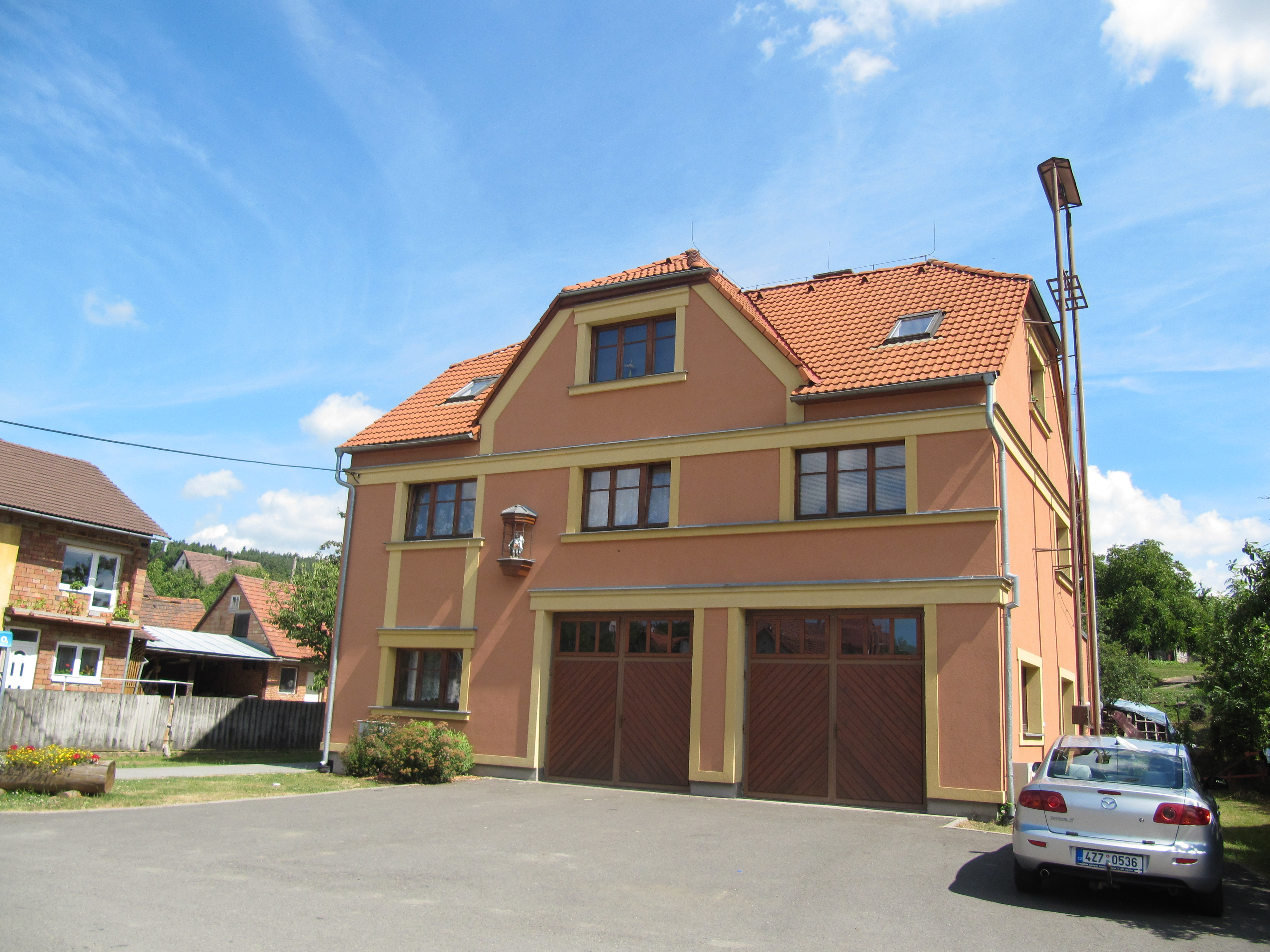
Hasičská zbrojnice
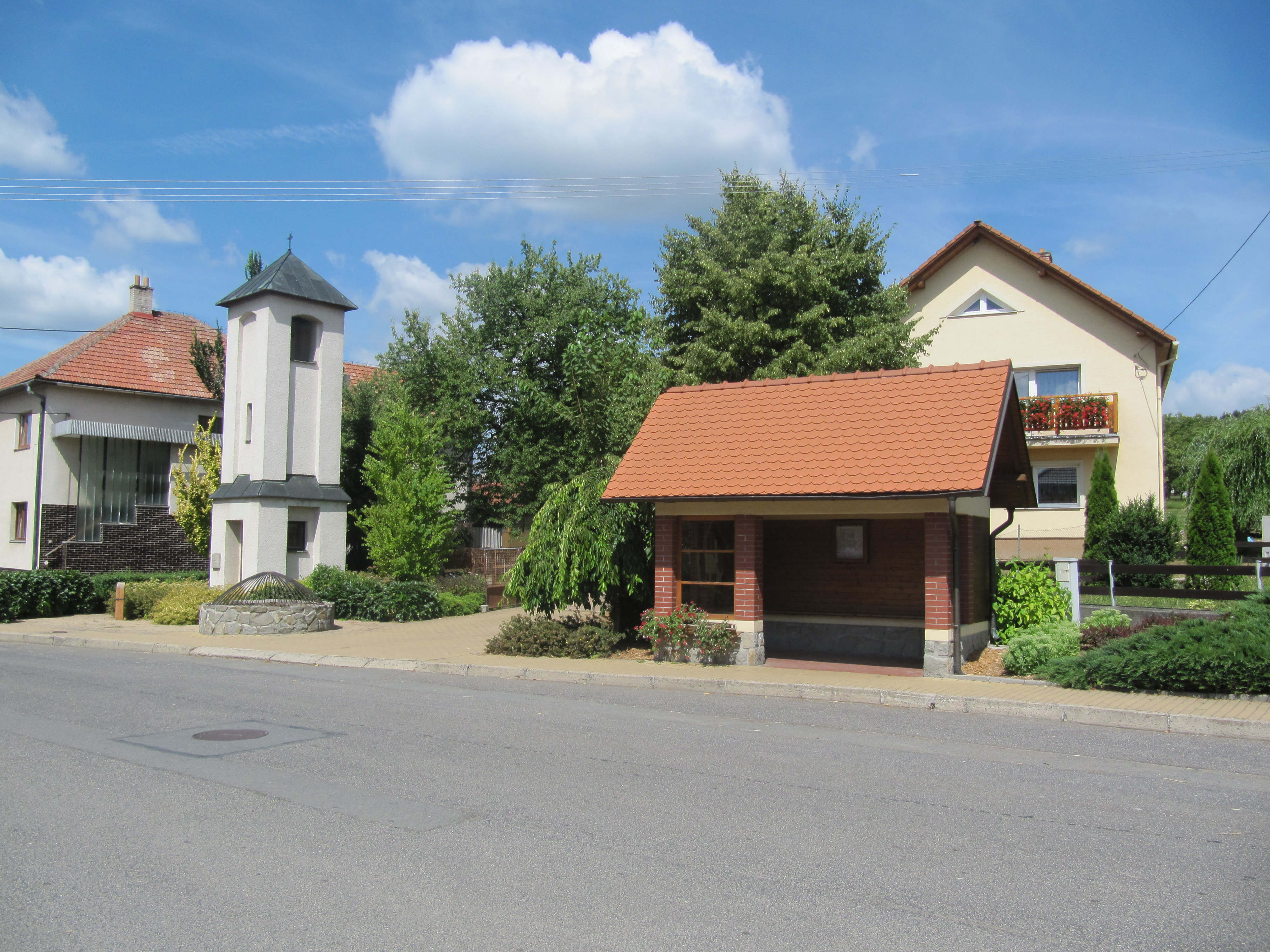
Zvonice a autobusová zastávka
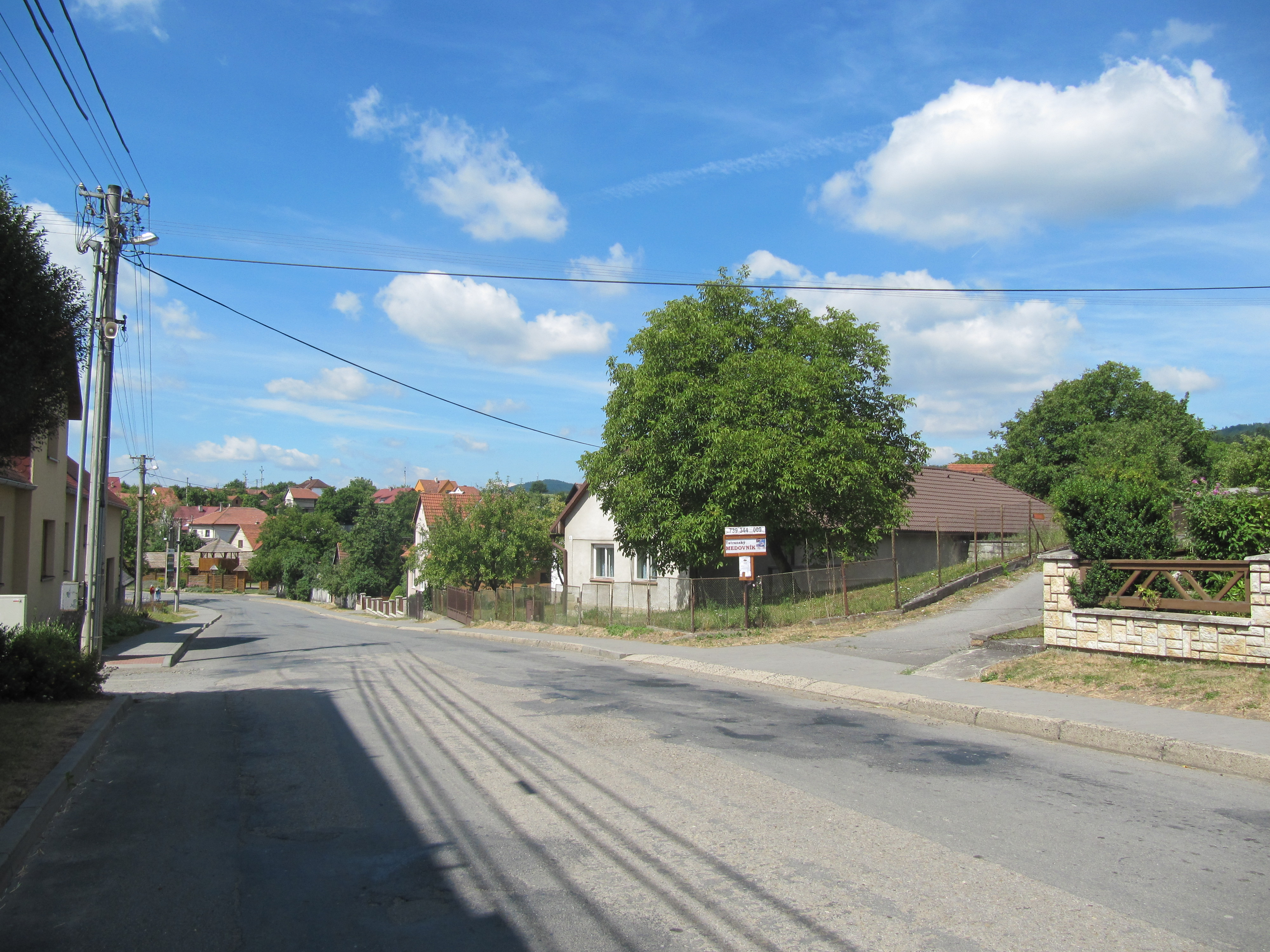
Hlavní ulice